# Marc Politze
Marc Politze (* 20. Oktober 1977 in Hannover) ist ein deutscher Wasserballspieler, Vize-Rekord-Nationalspieler, 2-facher Olympiateilnehmer und vielfacher Deutscher Meister.

## Leben
Marc Politze begann bei der SpVg Laatzen. Von 1994 bis 2002 spielte er bei Waspo Hannover, mit Hannover gewann er 1998 den Deutschen Pokal. 2001 und 2002 war Politze jeweils Torschützenkönig der Wasserball-Bundesliga. 2002 wechselte Politze nach Berlin zum Deutschen Rekordmeister Wasserfreunde Spandau 04. Spieler des Jahres der Deutschen Wasserball Liga wurde er 2001, 2004 und 2005. 2003 erhielt er außerdem in der Champions League die Auszeichnung zum Best Scorer.
Politze nahm an den Olympischen Spielen 2004 in Athen teil, wobei die deutsche Mannschaft den 5. Platz erreichte. Bei der Wasserball-Weltmeisterschaft 2005 belegte das deutsche Team mit Marc Politze Platz 9, 2007 kam die Mannschaft auf Rang 8. 2003 und 2008 wurde das Team Sechster bei der Europameisterschaft. Politze absolvierte seit 1997 407 Länderspiele. Sein Rücktritt aus der Nationalmannschaft erklärte Marc Politze im Mai 2013.
Mit den Wasserfreunden gewann er den Deutschen Meistertitel 2003 und in den Jahren 2004 und 2005 das Double aus Meisterschaft und Pokal. 2006 wurden die Spandauer Pokalsieger, worauf 2007, 2008 und 2009 jeweils wieder das Double gelang.
2010 ging Marc Politze dann für ein Jahr in die beste Wasserballliga der Welt nach Italien. Dort spielte er bei Posillipo Neapel. In einer für ihn sehr erfolgreichen Saison belegte er am Ende mit Posillipo den 4. Platz in der Serie A.
Anschließend kam er zurück nach Berlin. Dort gewann er erneut 2011, 2012 und 2014 das Double aus dem Deutschen Wasserball-Pokal und der Deutschen Meisterschaft. Nach der Bundesligasaison 2014 erklärte Marc Politze dann nach 20 Jahren im Herrenbereich sein Karriereende.
Politze ist verheiratet mit der früheren Schwimmerin Melanie Stamm, der Tochter von Hagen Stamm. Sie haben drei Kinder.
Sportliche Erfolge zusammengefasst:
Best Scorer in der Champions-League 2003
Spieler des Jahres (DWL) 2001, 2004 und 2005
Bundesligatorschützenkönig 2001 und 2002
Deutscher Supercupsieger 1999, 2000, 2002 und 2003
Deutscher Pokalsieger 1998, 2004, 2005, 2006, 2007, 2008, 2009, 2011, 2012 und 2014
Deutscher Meister 2003, 2004, 2005, 2007, 2008, 2009, 2011, 2012 und 2014
Olympische Spiele:
2004 Athen (5.)
2008 Peking (10.)
World League:
2005 Belgrad (Bronze)
2007 Berlin (4.)
Weltmeisterschaften:
2003 Barcelone (11.)
2005 Montreal (9.)
2007 Melbourne (8.)
2009 Rom (6.)
2011 Shanghai (8.)
Europameisterschaften:
1997 Sevilla (10.)
1999 Florenz (8.)
2001 Budapest (9.)
2003 (Kranj (6.)
2006 Belgrad (8.)
2008 Malaga (6.)
2010 Zagreb (6.)
2012 Eindhoven (5.)
Deutscher Masters Meister 2017, 2018 und 2019 in der jeweils gemeldeten Altersklasse